# Nordmannia nigrosignata
Nordmannia nigrosignata är en fjärilsart som beskrevs av Barend J. Lempke 1955. Nordmannia nigrosignata ingår i släktet Nordmannia och familjen juvelvingar. Inga underarter finns listade i Catalogue of Life.